# Dancy
Dancy is een gemeente in het Franse departement Eure-et-Loir (regio Centre-Val de Loire) en telt 187 inwoners (2005). De plaats maakt deel uit van het arrondissement Châteaudun.

## Geografie
De oppervlakte van Dancy bedraagt 9,9 km², de bevolkingsdichtheid is 18,9 inwoners per km².
De onderstaande kaart toont de ligging van Dancy met de belangrijkste infrastructuur en aangrenzende gemeenten.

## Demografie
Onderstaande figuur toont het verloop van het inwonertal (bron: INSEE-tellingen).